# Trichopteryx albinea
Trichopteryx albinea là một loài bướm đêm trong họ Geometridae.